# Frane Ivanišević
Frane Ivanišević (Jesenice, Poljica, 1. siječnja 1863. − Jesenice, 1947.) je bio hrvatski političar, etnograf, prosvjetitelj i dobrotvor.

## Životopis
Rodio se je u Jesenicama kod Dugog Rata. U Splitu je završio gimnaziju. U Zadru je završio bogosloviju.  Radio je kao nadstojnik u splitskom dijecezanskom sjemeništu, kao suplent na splitskoj gimnaziji.
Bio je član Bijaća, hrvatskog društva za istraživanje domaće povijesti i član Društva za prosvjetu puka. Zalagao se za glagoljicu.
Župnikovao je u rodnim jesenicama 15 godina sve do odlaska u mirovinu 1912. godine.
Na izborima za Carevinsko vijeće 1907. godine ušao je kao predloženik Hrvatske stranke u 5. izbornom kotaru Sinj – Vrlika. Politički sljedbenik Strossmayera i Račkog.

## Počasti
Dobio je naslov počasnog kanonika, no zbog njegova stava glede biskupove poslanice o sokolskim organizacijama naslov mu je oduzet.